# Integrovaný záchranný systém

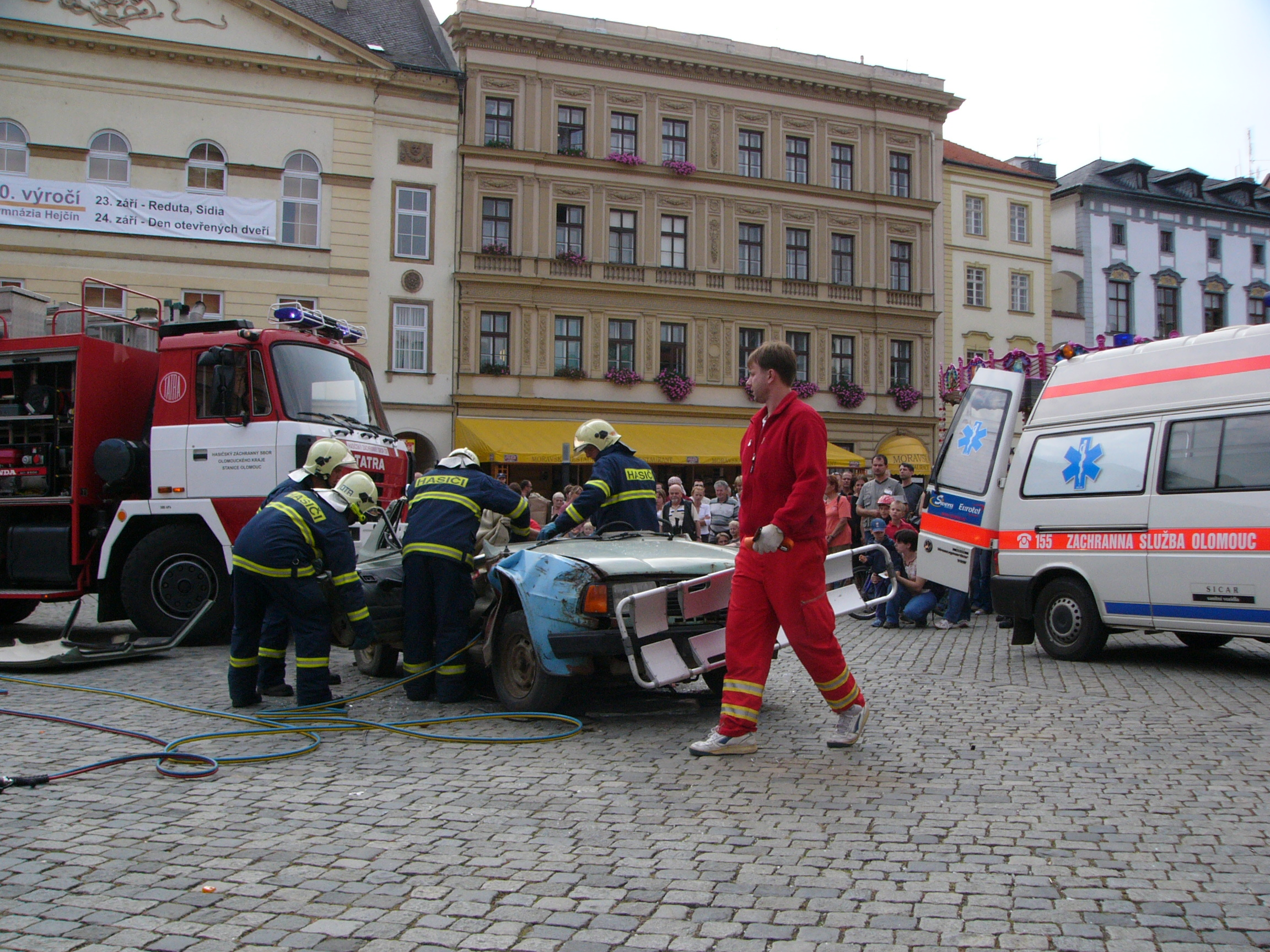
Hasiči a záchranáři zdravotnické záchranné služby spolupracují při záchranných pracích

Pojmem integrovaný záchranný systém (IZS) se rozumí koordinovaný postup jeho složek při přípravě na mimořádné události a při provádění záchranných a likvidačních prací. 

## Integrovaný záchranný systém v Česku
Základním právním předpisem je zákon č. 239/2000 Sb., o integrovaném záchranném systému. Integrovaný záchranný systém (IZS) existuje v Česku od roku 2001, ačkoliv jeho základy vznikly již v roce 1993. Hlavním koordinátorem integrovaného záchranného systému v Česku je Hasičský záchranný sbor České republiky.  Pokud na místě zásahu není ustanoven velitelem zásahu velitel jednotky požární ochrany nebo příslušný funkcionář hasičského záchranného sboru s právem přednostního velení, velitelem zásahu se stává vedoucí člen složky IZS, jejíž činnost je na místě převažující.

### Složky IZS

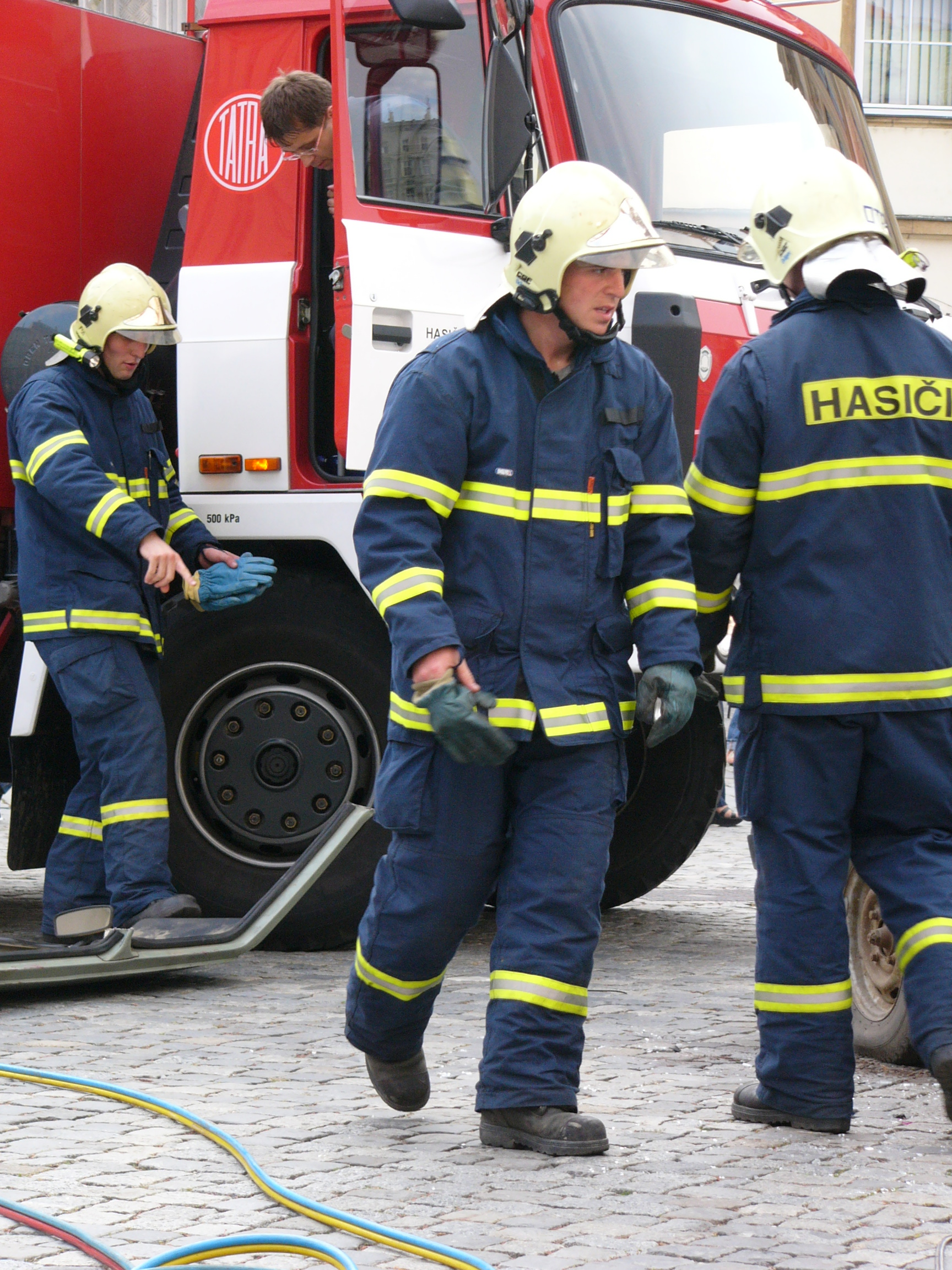
Páteří integrovaného záchranného systému v Česku je Hasičský záchranný sbor České republiky

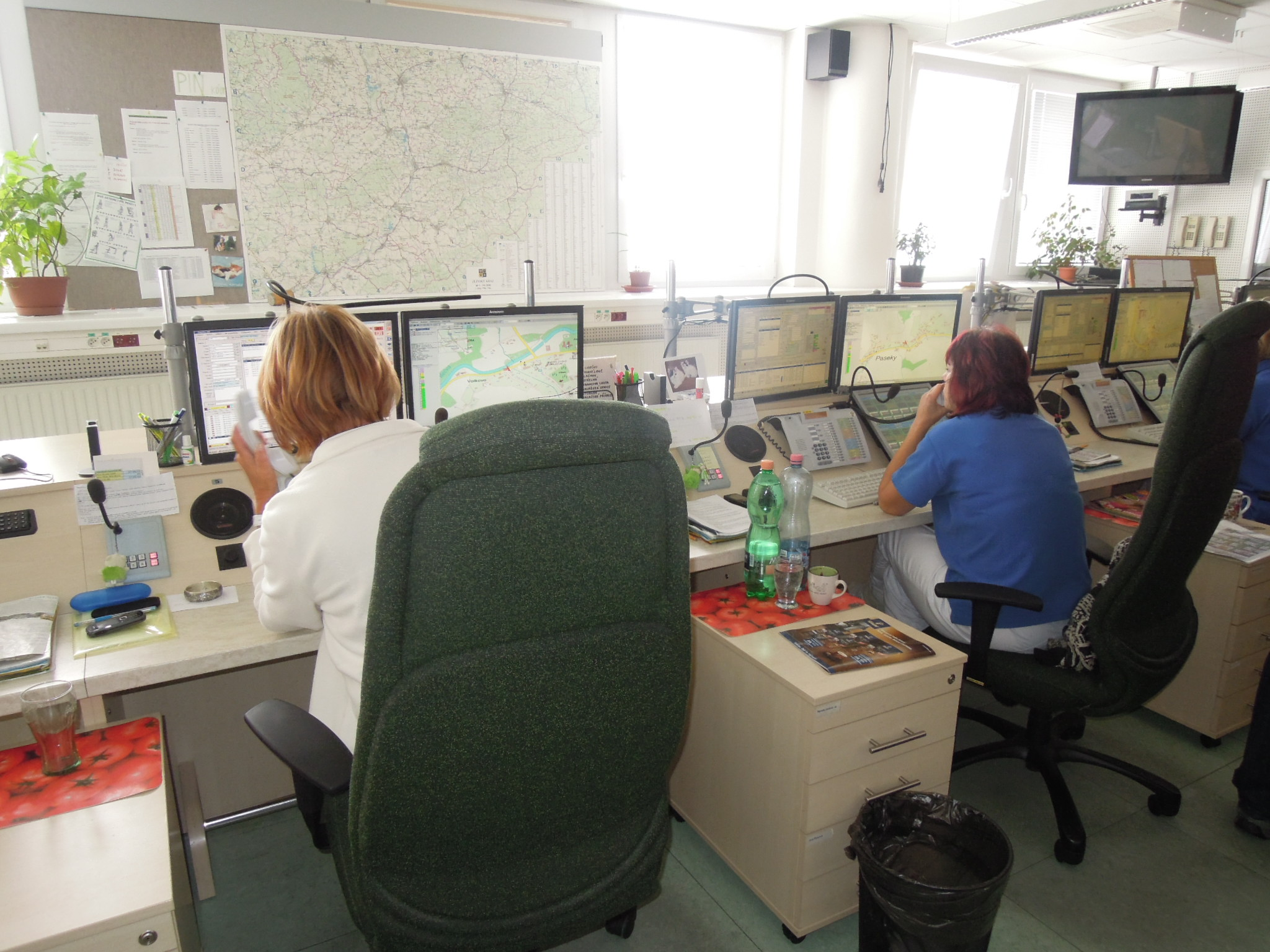
Krajské zdravotnické operační středisko Zdravotnické záchranné služby Zlínského kraje koordinuje činnost posádek zdravotnické záchranné služby

#### Základní složky
Základní složky IZS zajišťují nepřetržitou pohotovost pro příjem ohlášení vzniku mimořádné události, její vyhodnocení a neodkladný zásah v místě mimořádné události. Tvoří jej:
- Hasičský záchranný sbor České republiky
- jednotky požární ochrany zařazené do plošného pokrytí kraje jednotkami požární ochrany
- poskytovatelé zdravotnické záchranné služby
- Policie České republiky

#### Ostatní složky
Ostatní složky IZS poskytují při záchranných a likvidačních pracích plánovanou pomoc na vyžádání. V době krizových stavů se stávají ostatními složkami integrovaného záchranného systému také odborná zdravotnická zařízení na úrovni fakultních nemocnic pro poskytování specializované péče. Tvoří jej:
- obecní/městské policie
- vyčleněné síly a prostředky ozbrojených sil
- ostatní ozbrojené bezpečnostní sbory
- ostatní záchranné sbory
- orgány ochrany veřejného zdraví
- havarijní, pohotovostní, odborné a jiné služby
- Záchranný tým Českého červeného kříže
- zařízení civilní ochrany
- neziskové organizace a sdružení občanů, která lze využít k záchranným a likvidačním pracím, např. Asociace dobrovolných záchranářů ČR, z.s.
- Horská služba ČR
- Vodní záchranná služba ČČK
- Skalní záchranná služba ČČK
- Czech SAR Team
- Linka bezpečí pro děti zdarma, Senior telefon a   Krizové linky důvěry (například Centrum krizové intervence Bohnice …)
- Bílý kruh bezpečí čili 24 hodinová pomoc obětem trestných činů zdarma

### Tísňové linky
- jednotné evropské číslo tísňového volání: 112
- národní tísňová linka Hasičského záchranného sboru České republiky: 150
- národní tísňová linka zdravotnické záchranné služby: 155
- národní tísňová linka městské policie: 156
- národní tísňová linka Policie České republiky: 158
- národní tísňová linka Horské služby ČR: 1210
- Linka bezpečí pro děti: 116 111
- Senior telefon: 800 200 007
- Bílý kruh bezpečí: 116 006

## Slovenský Integrovaný záchranný systém
IZS Slovenska je také sestaven ze záchranných složek, které v případě ohrožení života, zdraví, majetku nebo životního prostředí zajistí především rychlou informovanost, aktivizaci a efektivní využívání a koordinaci sil a prostředků záchranářských subjektů při poskytování nezbytné pomoci. Národní radou Slovenské republiky byl dne 15. února 2002 schválen zákon č.j. 129/2002 Z. z. o integrovaném záchranném systému, který vstoupil v platnost dnem 1. července 2002. 
1. července 2003 bylo zřízeno jednotné evropské číslo tísňového volání 112, stejně jako v ostatních zemích Evropské unie. Linka 112 bývá často zneužívána a přetrvávají neoprávněná volání na ni. Momentálně je oprávněna jen asi polovina ze všech tísňových volání, čímž jsou linky i operátoři zbytečně vytíženy, falešná tísňová volání navíc odpírají pomoc těm, kteří ji skutečně potřebují.